# Курум, Мурат
Мурат Курум (тур. Murat Kurum; род. 7 мая 1976, Анкара) — турецкий инженер, технократ, член парламента от избирательного округа Стамбула и бывший министр окружающей среды и урбанизации с 10 июля 2018 по 3 июня 2023 года и со 2 июля 2024 года.

## Биография
После прохождения курса обучения в средней школе Мимар Кемаль в Анкаре, в 1999 году окончил инженерно-архитектурный факультет Сельчукского университета, факультет гражданского строительства. С 1999 по 2005 год работал инженером, руководителем участка и координатором в различных частных организациях, работающих в сфере строительства.
С 2005 по 2006 год работал экспертом в Департаменте реализации Администрации массового жилищного строительства Анкары. С 2006 по 2009 год работал руководителем европейского отделения отдела внедрения TOKİ Istanbul Emlak Konut GYO A.Ş., дочерней компании управления массового жилищного строительства премьер-министра ТР, с 2009 года. Работал генеральным директором и членом совета директоров. Курум был назначен министром окружающей среды и урбанизации 10 июля 2018 года.
2 июля 2024 года назначен министром экологии и градостроительства Турции.

## Личная жизнь
Женат, имеет троих детей.